# Circonscription de Sekela
La circonscription de Sekela est une des 135 circonscriptions législatives de l'État fédéré d'Amhara ; elle se situe dans la Zone Ouest Godjam. Sa représentante actuelle est Ntsuh Alem Sheferaw.